# 연철흠
연철흠(延哲欽, 1960년 10월 9일 ~ , 충청북도 증평군)은 대한민국 충청북도의회 의원이다.

## 학력
- 도안초등학교
- 증평중학교
- 청주농업고등학교 졸업
- 청주대학교 지역개발학 학사

## 경력
- 통일시대민주주의충북연대지역정책연구위원
- 우리밀살리기운동 충북본부 운영위원
- 청주지역민주청년연합 초대 사무국장
- 국민정치연구회 중앙이사, 충청북도 사무처장
- 2002.07 ~ 2006.06: 제7대 충청북도 청주시의회 의원
- 2006.07 ~ 2010.06: 제8대 충청북도 청주시의회 의원
  - 2008.07 ~ 2010.06: 제8대 충청북도 청주시의회 후반기 부의장
- 2010.07 ~ 2014.03: 제9대 충청북도 청주시의회 의원
  - 2010.07 ~ 2012.06: 제9대 충청북도 청주시의회 전반기 의장
- 2014년 7월 1일 ~ 2018년 6월 30일: 제10대 충청북도의회 의원
- 2018년 7월 1일 ~ 2022년 6월 30일: 제11대 충청북도의회 의원

## 역대 선거 결과
|  | 32.11% |

|  | 62.53% |

|  | 18.76% |

|  | 58.15% |

|  | 49.37% |

|  | 67.89% |

|  | 46.64% |